# Палермити
Палермити (итал. Palermiti) је насеље у Италији у округу Катанцаро, региону Калабрија.
Према процени из 2011. у насељу је живело 1246 становника. Насеље се налази на надморској висини од 519 м.

## Становништво
Према резултатима пописа становништва 2011. у општини је живело 1.275 становника.
| 1931. | 1936. | 1951. | 1961. | 1971. | 1981. | 1991. | 2001. | 2011. |
| ----- | ----- | ----- | ----- | ----- | ----- | ----- | ----- | ----- |
| 2.173 | 2.295 | 2.379 | 2.182 | 1.721 | 1.610 | 1.452 | 1.436 | 1.275 |